# SV Deportivo Nacional
SV Deportivo Nacional is een voetbalclub uit Noord in Aruba. De club telt ongeveer 200 spelers en is actief in alle Arubaanse liga's. Eind 2015 nam zij een eigen sportveld te Alto Vista in gebruik.

## Erelijst
Arubaanse Division Honor
- kampioen in 2000, 2001, 2003, 2007, 2017, 2021
- subkampioen in 1994, 1999, 2002, 2011, 2018, 2019

Copa Betico Croes
- winnaar in 2024
- finalist in 2006, 2008, 2023, 2025

ABC Beker
- 2019